# Maria Stuart – drottning av Skottland
Maria Stuart – drottning av Skottland (originaltitel Mary, Queen of Scots) är en brittisk film (historiskt drama) från 1971.

## Om filmen
Maria Stuart – drottning av Skottland regisserades av Charles Jarrott. Filmen Oscarnominerades i fem kategorier, bland annat nominerades Vanessa Redgrave till priset för bästa kvinnliga skådespelare för sin tolkning av rollen som Maria Stuart.

## Rollista (urval)
- Vanessa Redgrave - Maria Stuart, drottning av Skottland
- Glenda Jackson - Elisabet I, drottning av England
- Patrick McGoohan - James Stuart
- Timothy Dalton - Lord Henry Darnley
- Ian Holm - David Rizzio
- Jeremy Bulloch - Andrew